# 常勗
常勗（？—265年），字脩業，蜀郡江原縣（今成都市江源鎮東）人。蜀漢郫縣令。

## 生平
常勗年少時與從父常閎的兒子常忌齊名，常勗安貧樂道，立志研究古學典籍。研習《毛詩》、《尚書》涉獵各種典籍，大多都已精通。益州闢其為從事，後進入朝中擔任光祿郎中主事，升任為尚書左選郎。蜀郡官員上書懇請恭迎他擔任功曹。當時蜀國都是由州將統領軍政，設置從事，管理刑獄，因為常勗為官清廉，所以又讓他擔任督軍從事，治理刑獄號也公平公允。後被舉薦為孝廉。成為郫縣令，為政簡約而不煩擾百姓。
公元263年，魏征西將軍鄧艾伐蜀，破諸葛瞻於綿竹，驚動整個蜀漢，諸縣長吏有的望風而降、有的棄官而逃走。常勗獨自率吏民固城拒守。直到得到劉禪的旨令，才前往向鄧艾投降，因此郫縣錢糧得以保存完整。
刺史袁邵欣賞常勗的志向節操，命其為主簿。常勗舉止大方、進退得當，可為表率。言論壯烈，州里特別敬重他。然而常勗只結交賢友，不結交比自己差的人。後來袁邵被徵回朝廷治罪，常勗相隨，直到在中途病亡。

## 關係

### 祖父
- 常員，曾任牂柯、永昌太守。[4]

### 從父
- 常閎，曾任漢中、廣漢太守。[5]

### 弟
- 常廓，字敬業，以明經著稱，早死。[6]

### 姪子
- 常寬，字泰恭，常廓子，[7]撰有《蜀後志》、《後賢傳》、《梁益篇》等地方史志專著。[8][9]